# Medelhavsglim
Medelhavsglim (Silene nocturna) är en nejlikväxtart. Medelhavsglim ingår i släktet glimmar, och familjen nejlikväxter. Arten förekommer tillfälligt i Sverige, men reproducerar sig inte.